# United Brotherhood of Carpenters and Joiners of America
La United Brotherhood of Carpenters and Joiners of America (Hermandad Unida de Carpinteros y Ebanistas de América), a menudo simplemente la United Brotherhood of Carpenters (UBC, Hermandad Unida de Carpinteros), fue formada en 1881 por Peter J. McGuire y Gustav Luebkert. Se ha convertido en uno de los mayores sindicatos de los Estados Unidos, y a través de capítulos, y locales, existe una cooperación internacional que prepara a la hermandad para un papel global. Por ejemplo, el capítulo de América del Norte cuenta con más de 520.000 miembros en todo el continente. 